# 2015年多哥总统选举
2015年多哥总统选举原定于4月15日进行，但应加纳总统、时任西非国家经济共同体轮值主席约翰·德拉马尼·马哈马的建议，选举推迟十天于4月25日进行。根据国家独立选举委员会公布的初步结果显示，纳辛贝以约59%的得票率获胜，而法布尔获得了35%的选票。法布尔称这一结果是对国家主权的“犯罪”，并表示自己才是新总统。

## 选举过程
联合国、非洲联盟、西非国家经济共同体，以及由欧盟资助的多哥非政府组织“国家民间社会协商会议”均认为此次选举是自由且透明的。

## 选举结果
独立国家选举委员会4月28日晚间宣布，纳辛贝以58.75%的得票率获胜，其主要对手法布尔仅获得34.95%的选票。4月29日，法布尔公开表示拒绝接受官方公布的选举结果。2015年5月1日，法布尔的新闻发言人帕特里克·劳森-班库发表声明，称根据其阵营掌握的统计数据，法布尔实际获得了641,765张选票，而纳辛贝仅获得539,764张，得票率分别为52.20%和43.90%。劳森表示，这些数据涵盖了约60%的投票站和63%的注册选民。其余40%的投票站分布在全国16个行政区，其记录存在严重违规和异常情况，这些显然涉嫌选举舞弊、滥用代理投票和豁免投票及操纵选举结果。简而言之存在大规模欺诈，其结果应当无效。
| 候选人             | 候选人                   | 政党                 | 票数      | %      |
| ------------------ | ------------------------ | -------------------- | --------- | ------ |
|                    | 福雷·纳辛贝              | 多哥共和联盟         | 1,221,282 | 58.77  |
|                    | 让-皮埃尔·法布尔         | 全国变革联盟         | 731,230   | 35.19  |
|                    | 查布雷·戈盖              | 民主人士全面发展联盟 | 83,768    | 4.03   |
|                    | 科曼德加·塔玛            | 多哥新承诺           | 21,569    | 1.04   |
|                    | 穆罕默德·查索纳-特拉奥雷 | 公民民主与发展运动   | 20,048    | 0.96   |
| 总共               | 总共                     | 总共                 | 2,077,897 | 100.00 |
|                    |                          |                      |           |        |
| 有效票数           | 有效票数                 | 有效票数             | 2,077,897 | 97.25  |
| 无效及空白票数     | 无效及空白票数           | 无效及空白票数       | 58,813    | 2.75   |
| 总票数             | 总票数                   | 总票数               | 2,136,710 | 100.00 |
| 已登记选民／投票率 | 已登记选民／投票率       | 已登记选民／投票率   | 3,509,258 | 60.89  |
| 资料来源：宪法法院 |                          |                      |           |        |

## 后续
5月3日，多哥宪法法院确认了国家独立选举委员会公布的官方选举结果，并宣布纳辛贝当选总统，开启接下来的五年任期。其结果无人上诉。纳辛贝于2015年5月4日宣誓就任第三个总统任期。